# Chỉnh hợp
Trong toán học, chỉnh hợp là cách chọn những phần tử từ một nhóm lớn hơn và có phân biệt thứ tự, trái với tổ hợp là không phân biệt thứ tự.
Theo định nghĩa, chỉnh hợp chập k của n phần tử là một tập con của tập hợp mẹ S chứa n phần tử, tập con gồm k phần tử riêng biệt thuộc S và có sắp thứ tự. Số chỉnh hợp chập K của một tập S được tính theo công thức sau:
{\displaystyle A(n,k)=A_{n}^{k}={\frac {n!}{(n-k)!}}}
Ví dụ với tập hợp E = {a, b, c, d}. Chỉnh hợp chập 3 của 4 phần tử trong E là:
{\displaystyle {\begin{matrix}(a,b,c),&(a,c,b),&(b,a,c),&(b,c,a),&(c,a,b),&(c,b,a),\\(a,b,d),&(a,d,b),&(b,a,d),&(b,d,a)&(d,a,b),&(d,b,a),\\(a,c,d),&(a,d,c),&(c,a,d),&(c,d,a),&(d,a,c),&(d,c,a),\\(b,c,d),&(b,d,c),&(c,b,d),&(c,d,b),&(d,b,c),&(d,c,b).\end{matrix}}}
Số lượng chỉnh hợp tính được là {\displaystyle A_{4}^{3}=24.}
Trong tiếng Việt, chỉnh hợp được ký hiệu bằng chữ A, viết tắt của "arrangement". Và hoán vị được kí hiệu bằng chữ P, là viết tắt của "permutation". Hoán vị, tức là trường hợp k = n; tuy nhiên tiếng Anh vẫn sử dụng cụm từ "k-permutations of n" với nghĩa "chỉnh hợp chập k của n phần tử". Với k ≤ n, tiếng Anh dùng "partial permutation", tức "hoán vị một phần".